# Prades (España)
Prades es un municipio español de la comarca catalana del Bajo Campo, Tarragona. Según datos de 2024 su población era de 665 habitantes. Se le conoce también como Vila Vermella (villa roja) por la piedra arenisca de color rojizo que caracteriza parte de sus edificios y está situada geográficamente en las Montañas de Prades. 

## Historia

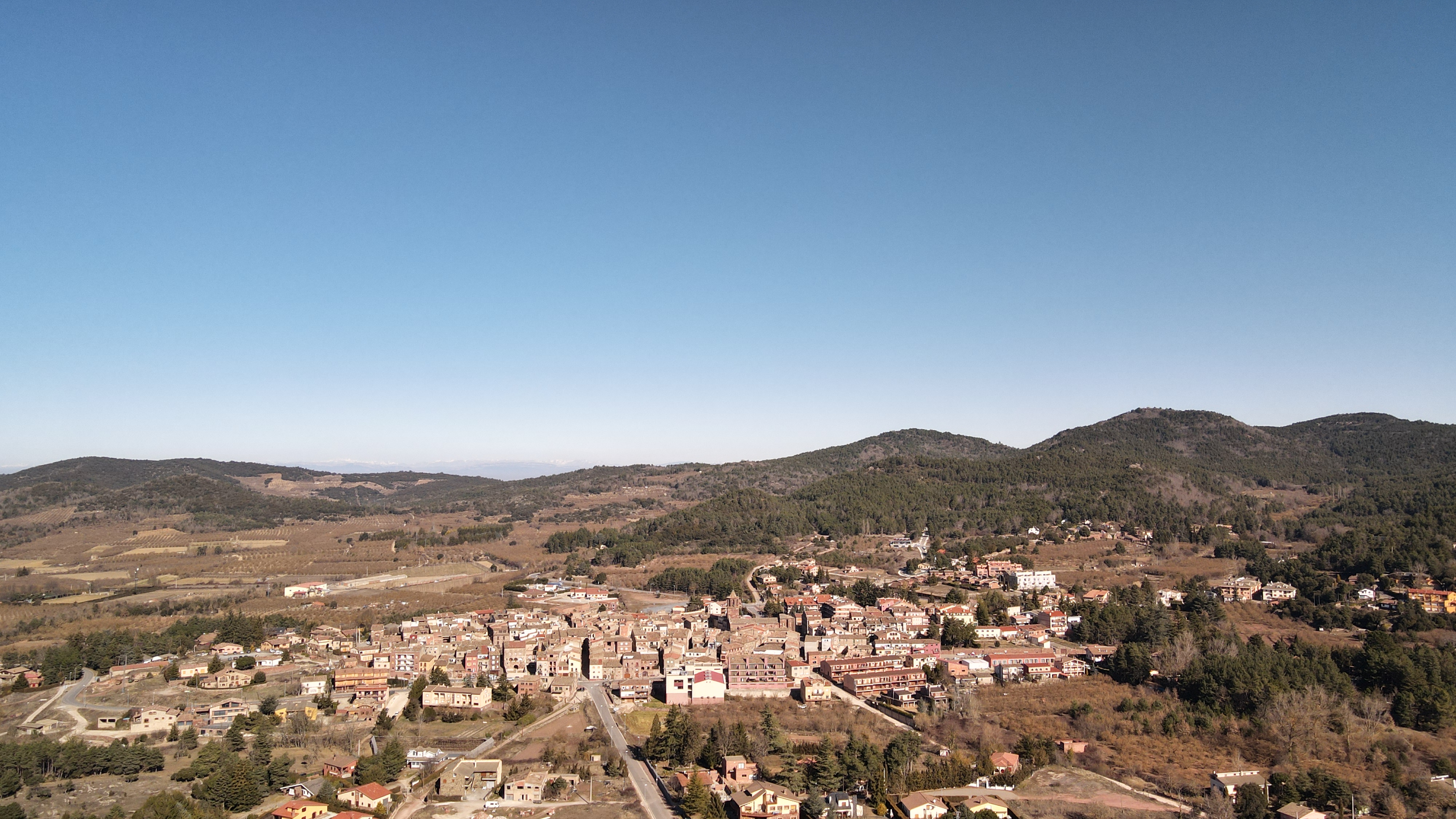
Vista aérea

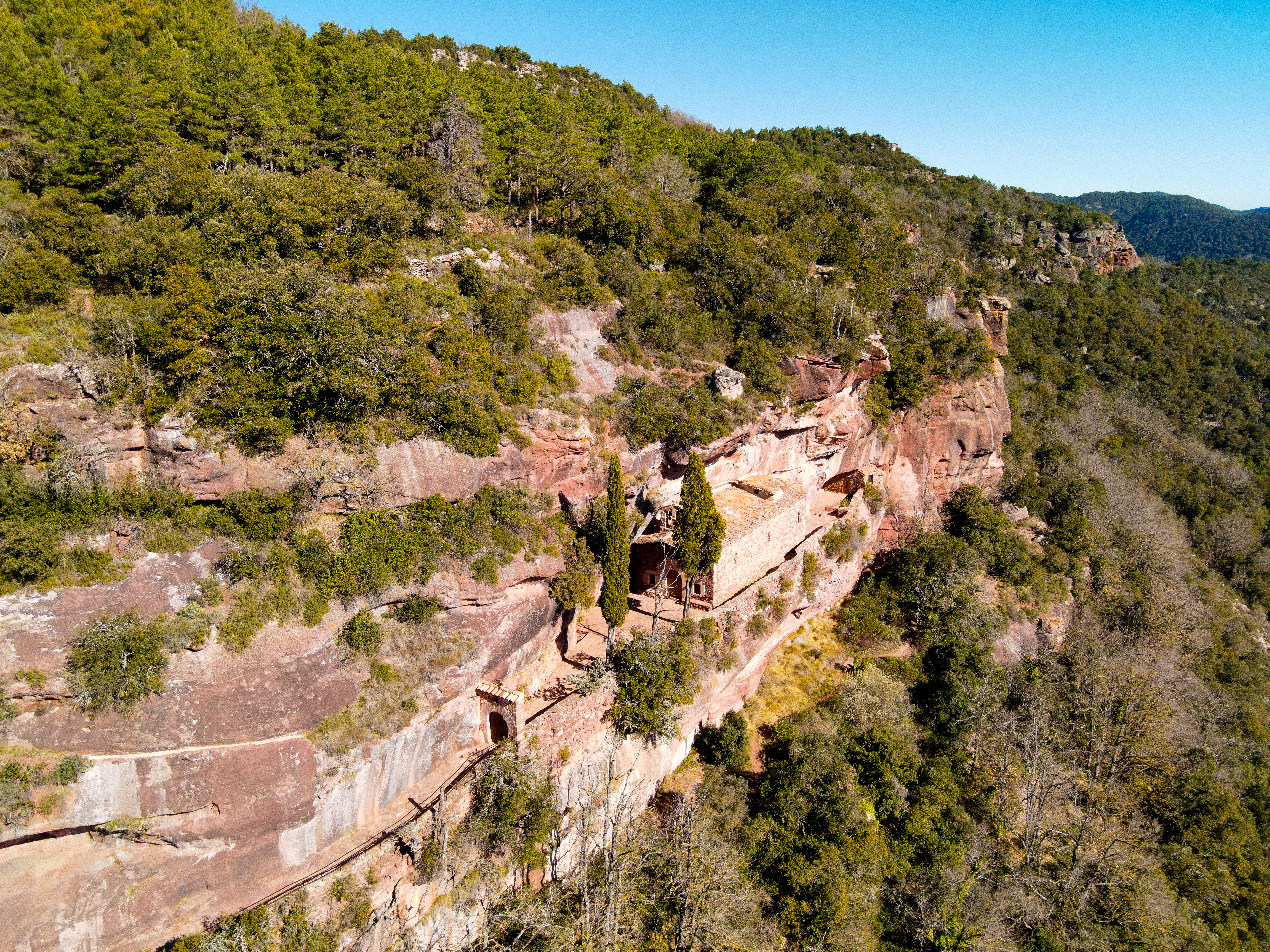
Ermita de l'Abellera

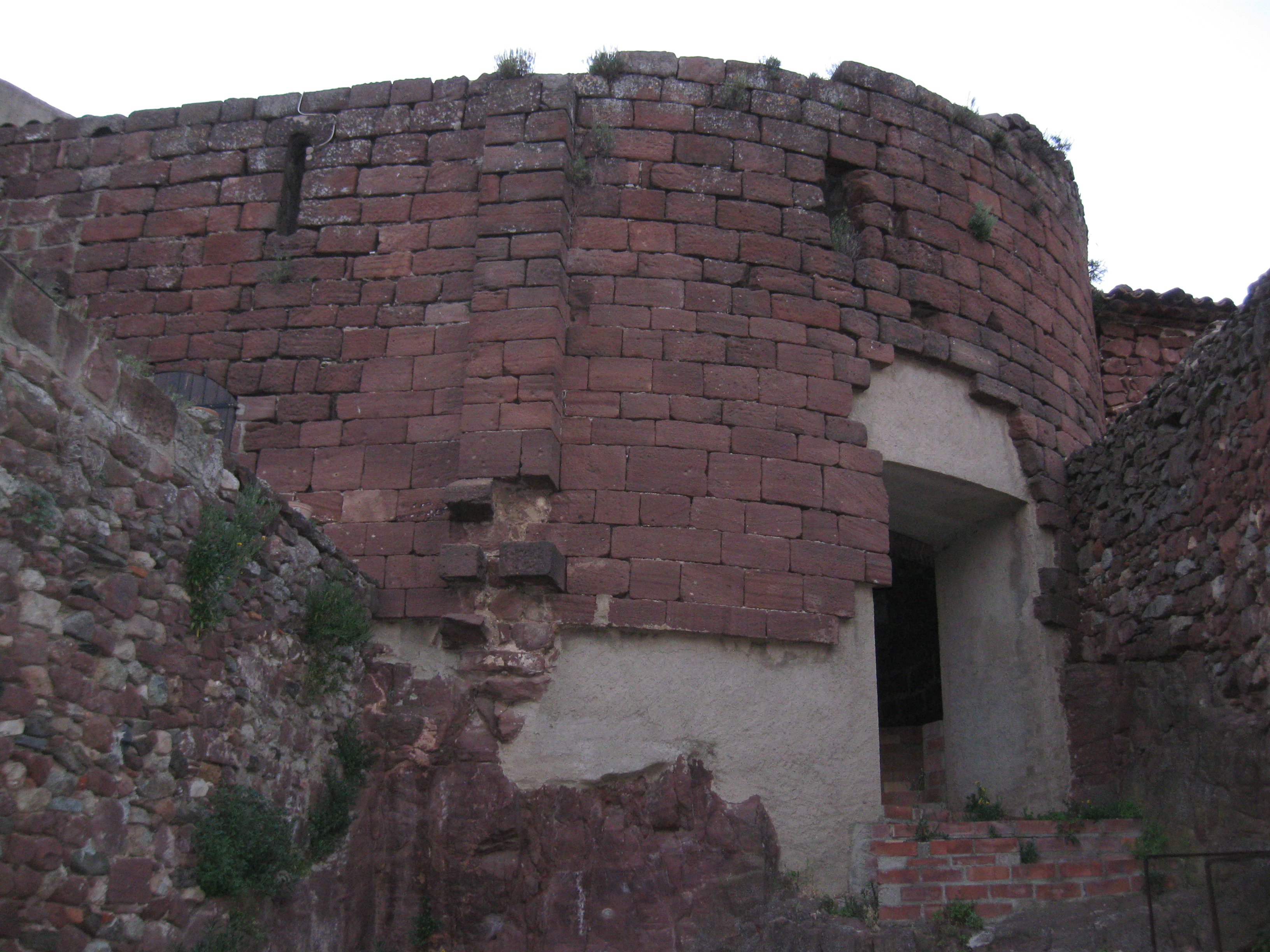
Castillo de Prades

Se cree que los árabes edificaron aquí un castillo, fortificado en 1090 para evitar el avance de las tropas de Ramón Berenguer III. Se rindió en 1153.
Le fue concedida carta de población en 1159 por Ramón Berenguer IV. En 1170 fueron expulsados los últimos sarracenos que se encontraban refugiados en las montañas de la zona. Alfonso II de Aragón, que se había refugiado en la villa huyendo de una epidemia de peste, nombró alcalde de la misma a Pere de Déu en 1193. En 1200 disponía ya de mercado propio lo que demuestra la importancia del municipio.
El condado de Prades incluía la baronía de Entenza así como numerosas villas de la zona. Ocupaba un total de 1157 km² y sus dominios se extendían por las actuales comarcas del Bajo Campo, El Priorato y Alto Campo. 
A principios del siglo XIV, el Condado de Prades pasó a manos del Infante Ramón Berenguer, hijo de Jaime II de Aragón y Blanca de Nápoles, junto con el Señorío de Elche. En 1414 quedó unido al ducado de Cardona y más adelante al de Ampurias. En 1663 y tras el matrimonio de Catalina de Aragón con Juan de la Cerda, el condado de Prades pasó a manos de los duques de Medinaceli. Los derechos señoriales acabaron en 1835 aunque los duques de Medinaceli siguen conservando el título de duques de Prades.
Durante la Primera Guerra Carlista, Prades sirvió como cuartel general de Rafael Tristany. Más tarde la ciudad fue asaltada y saqueada y sus defensores fueron fusilados. Durante la Tercera Guerra Carlista destacó la intervención de un adolescente conocido como el Nen de Prades que formó y dirigió una partida y que murió antes de cumplir los veinte años.

## Geografía humana

### Demografía
Cuenta con una población de 665 habitantes (INE 2024).
| Gráfica de evolución demográfica de Prades entre 1842 y 2021                                                          |
| |
| Población de derecho según los censos de población del INE. Población de hecho según los censos de población del INE. |

### Economía
La principal fuente de ingresos de Prades es el turismo de montaña. La población dispone de diversos equipamientos que facilitan las actividades lúdicas.
La agricultura, fuente tradicional de ingresos, ha quedado en el segundo lugar. Destacan el cultivo de patatas, avellanos y castaños. En sus bosques abundan las trufas y los níscalos.
La Patata de Prades posee la etiqueta de Indicación Geográfica Protegida por sus excepcionales condiciones y calidad.

## Cultura

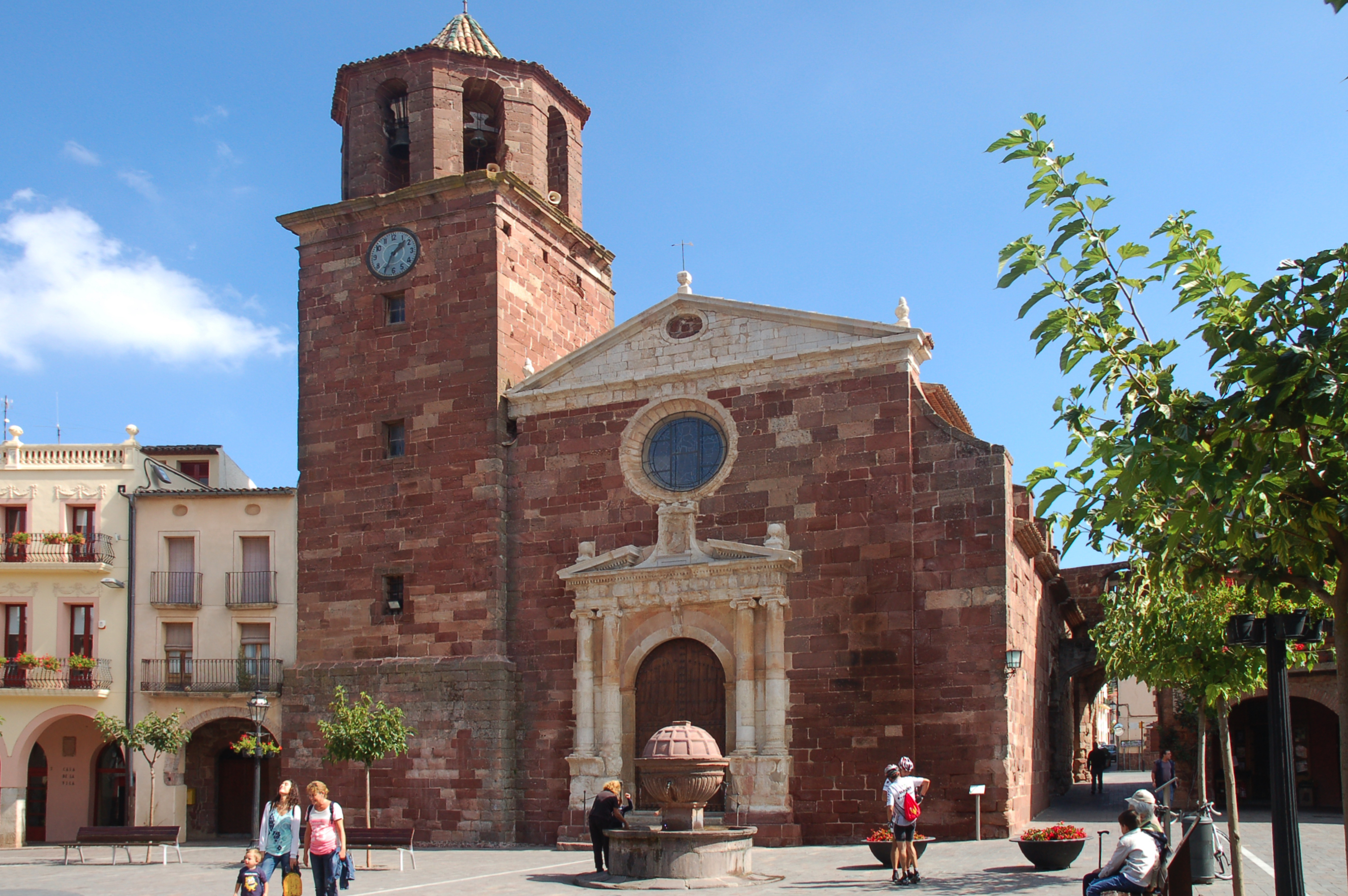
Fachada de la iglesia de Santa María

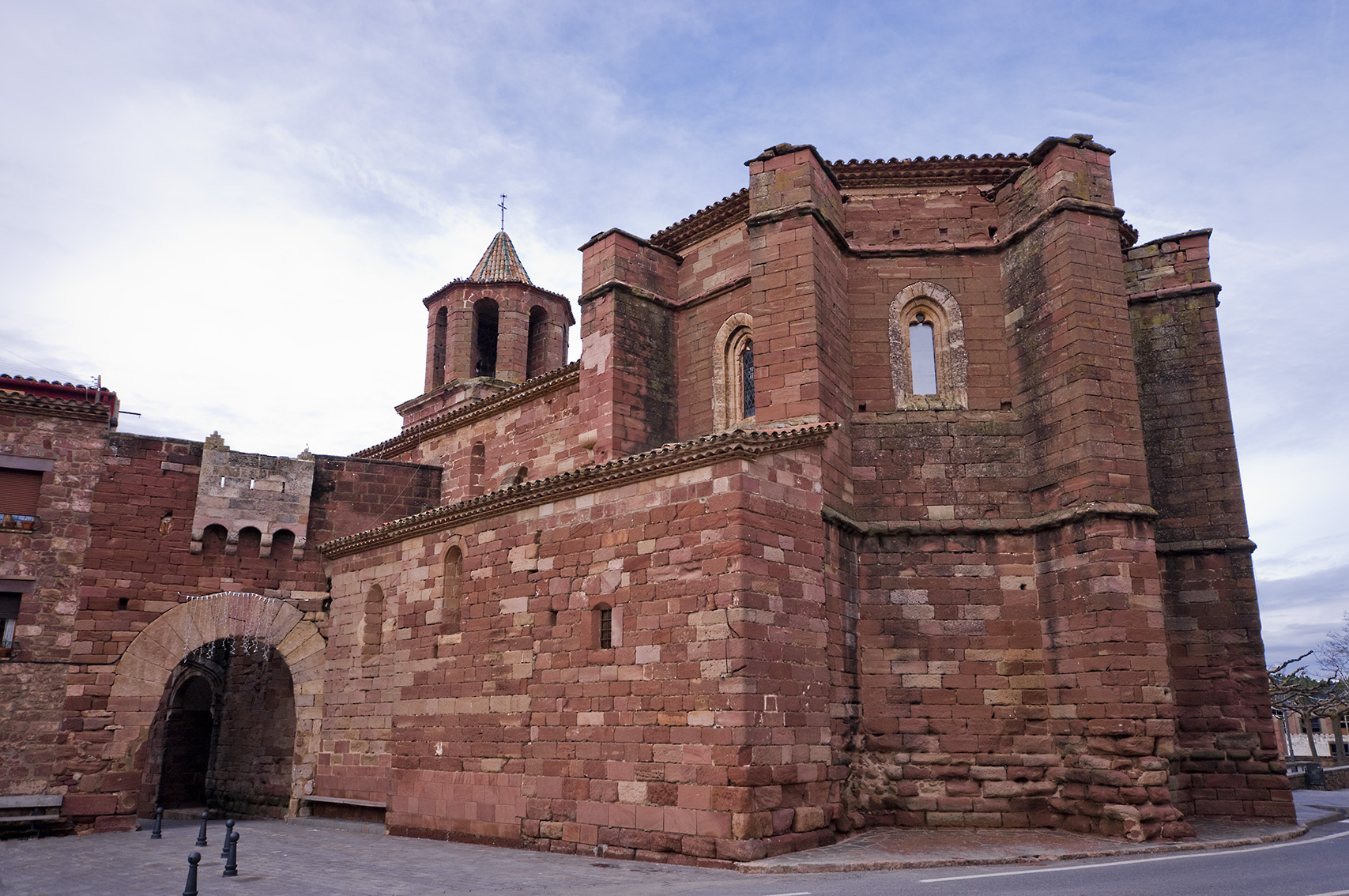
Vista posterior de la iglesia de Santa María

La iglesia parroquial está dedicada a Santa María, de estilo gótico con una sola nave y con fachada renacentista. Frente a una de las puertas laterales se encuentra una antigua cruz de término del siglo XIII.
De las antiguas murallas que rodearon el municipio solo quedan en pie algunos restos así como dos de los portales con dovelas. Prades dispone de una plaza porticada dominada por una fuente de estilo renacentista que se encuentra reproducida en el Pueblo Español de Barcelona.
A unos dos kilómetros del centro del pueblo se encuentra una ermita dedicada a la Virgen de l'Abellera. El edificio es de 1570 y en 1578 se le añadió el campanario. Fue reformada por completo en el siglo XVIII. En el templo, de nave única, se conservaba una imagen de la Virgen que fue destruida en 1936. En 1940 se realizó una reproducción de la misma con mármol procedente de Sarral.
En esta ciudad nació el compositor Mateo Flecha el viejo.
Prades celebra su fiesta mayor el tercer domingo de octubre, festividad de santa Florentina, patrona de la ciudad.